# St. Blasius (Hirblingen)

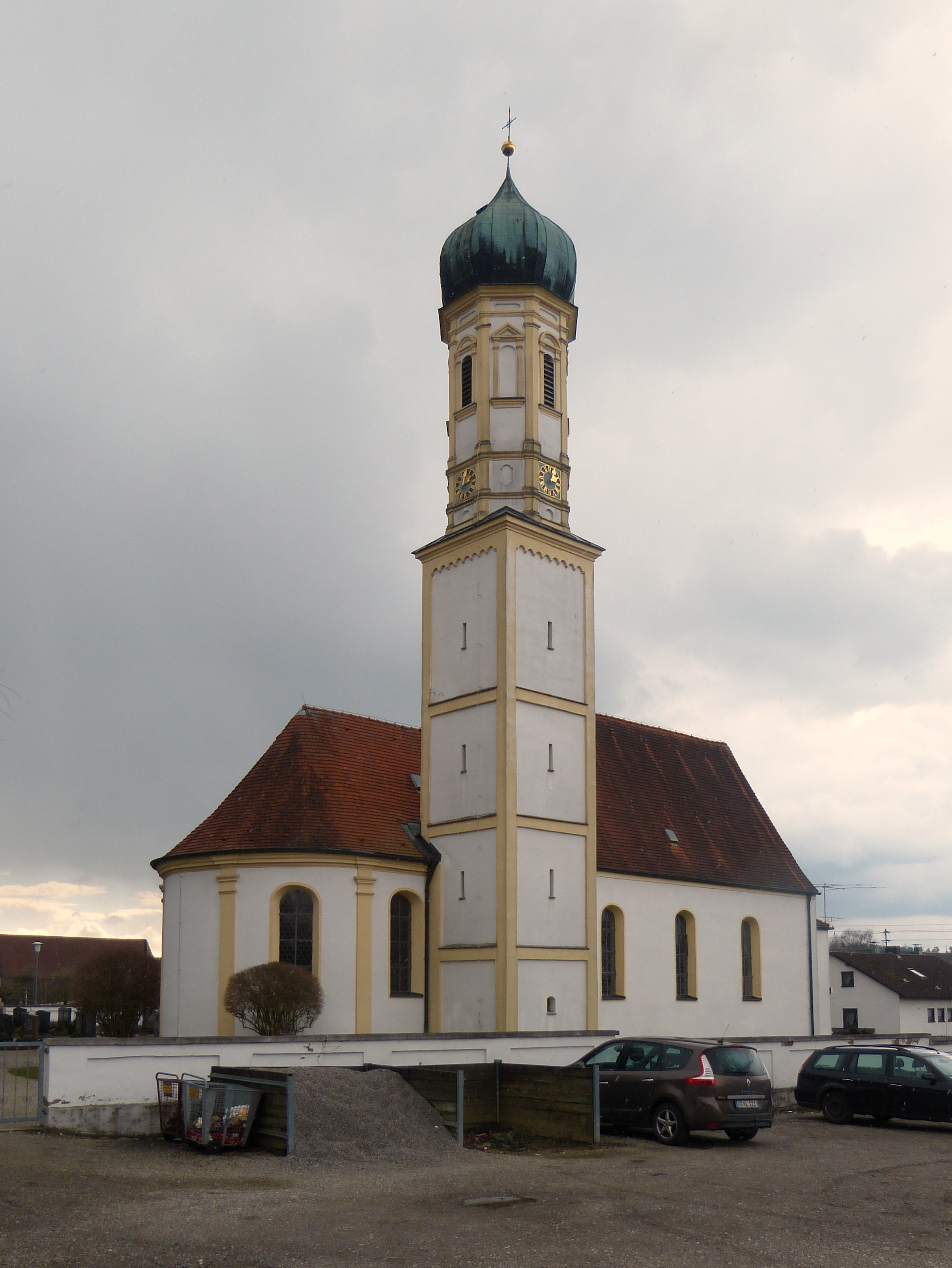
Kirche St. Blasius in Hirblingen

St. Blasius ist die römisch-katholische Pfarrkirche im Gersthofener Stadtteil Hirblingen. Die Kirche ist ein geschütztes Baudenkmal. Kirchenpatron ist der hl. Blasius von Sebaste. Patroziniumstag ist der 3. Februar.

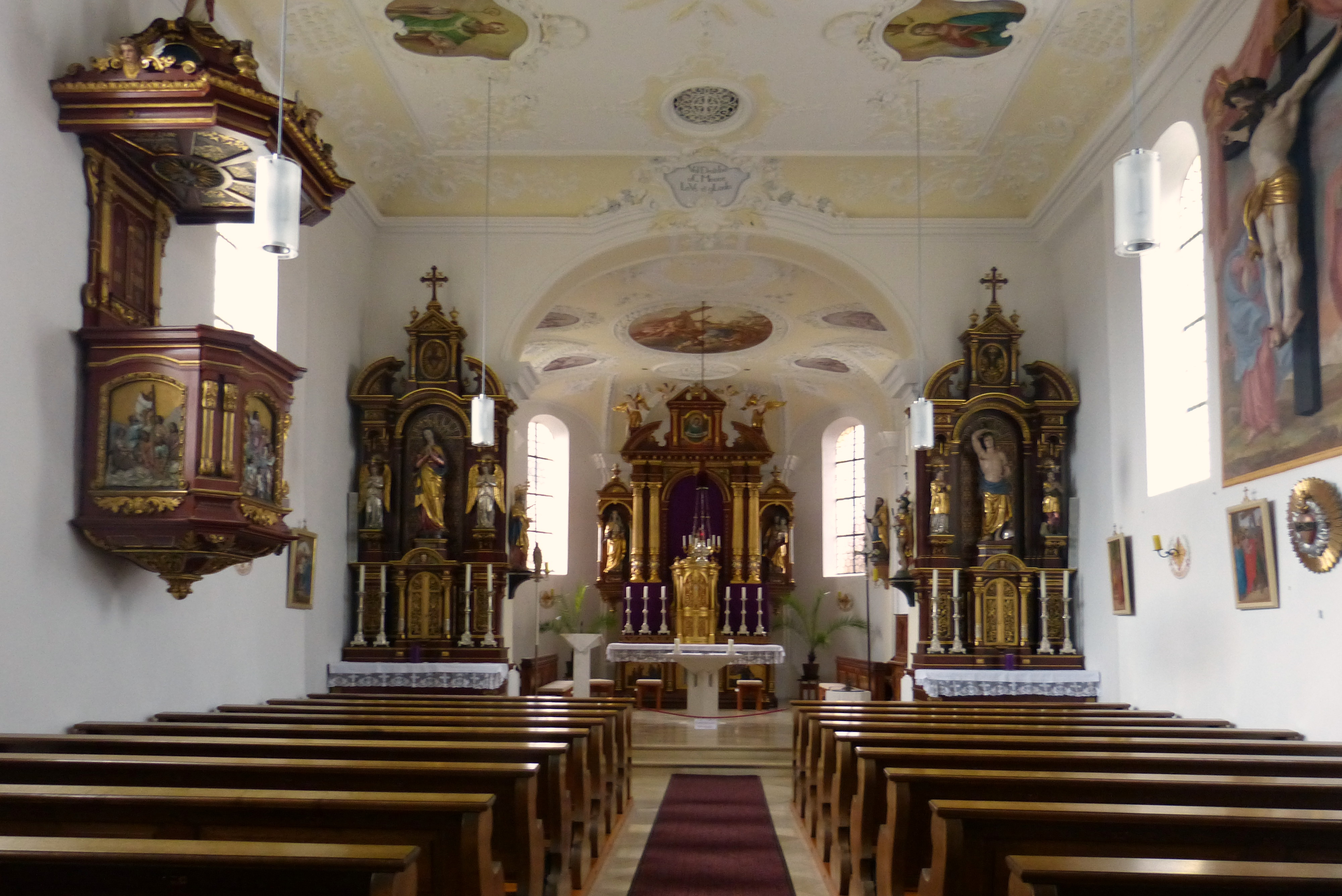
Innenraum

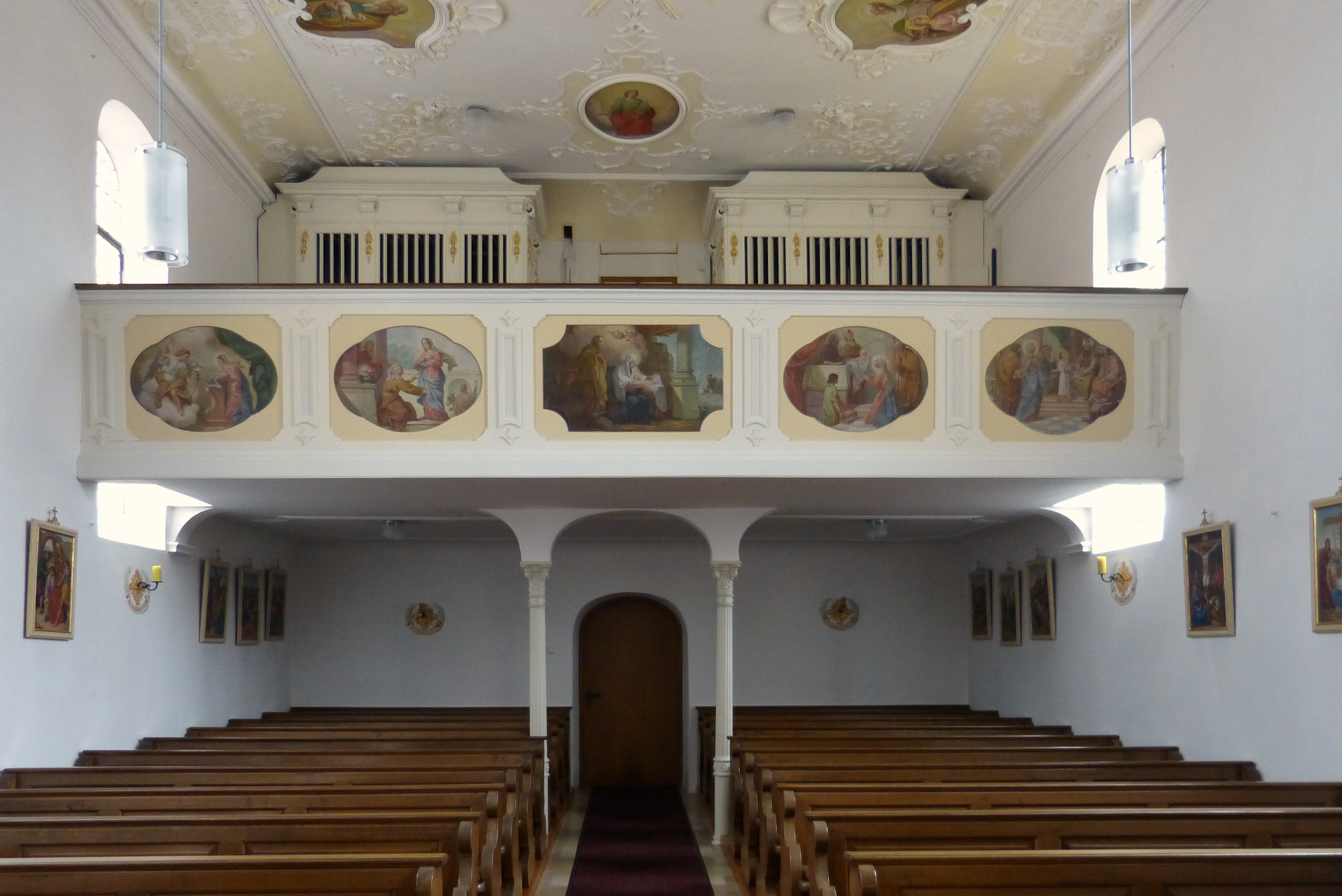
Empore

## Architektur
Mutterkirche der Hirblinger Urmark ist St. Martin in Batzenhofen. Wann die Kirche von Hirblingen gegründet wurde ist unbekannt. Das heutige Langhaus stammt noch aus spätgotischer Zeit. Als erster nachweisbarer Pfarrer erscheint, den Schematismus der Diözese Augsburg zufolge, 1506 Johann Schert. Das Patronatsrecht war zunächst in den Händen unterschiedlicher Augsburger Patrizierfamilien, bis 1699 das Heilig-Geist-Spital in Augsburg in den Besitz des Ortes kam. Bei einer ersten Erwähnung der Kirche 1699 zum Besitzwechsel wird die Kirche als turmlos und finsterer, enger Winkel beschrieben. Im 17. Jahrhundert wurde das Gotteshaus nach Süden verbreitert. Nach Rissen des Maurermeisters Hans Georg Mozart erhielt die Kirche 1713 einen apsidialen Chor sowie einen an dessen Nordseite angeschlossenen Kirchturm. Weiterhin wurden die dreireihigen Langhausfenster verändert, der Chor stuckiert, mit einem Deckenbild versehen und ein Hochaltar aus dem Augsburger Dom gekauft, der heute nicht mehr vorhanden ist. Wenig später wurde der Saalbau 1727 mit einer neuen Stuckdecke ausgestaltet. Der Turm erhielt 1748 eine Zwiebelhaube sowie einen neuen Glockenstuhl. Die Sakristei wurde 1769 an der südlichen Chorseite angebaut. 1852 wurde durch Othmar Sauter eine Orgel eingebaut. Die jetzige Ausstattung im neubarocken Stil mit Hochaltar und den beiden Seitenaltären, Kanzel und Gemälden stammt von 1890 bis 1895.
1917 errichtete die Firma Steinmeyer eine neue Orgel. Diese Orgel mit der Werksnummer 1252 hat zehn Register und zwei Manuale sowie einen neobarocken Prospekt, sie wurde 2008 überholt. 2009 erhielt die Kirche einen neuen Volksaltar und Ambo. Verschiedene Renovierungen fanden 1937, 1956 und 1976 statt, bei letzterer wurde eine Warmluftheizung errichtet. Weiterhin erfolgte 1995 eine Außenrenovierung von Kirche und Turm, zugleich wurde auch der ehemalige Pfarrstadel, der als Feuerwehrhaus benützt wurde, in ein Pfarrheim umgebaut. 2006 wurde eine umfangreiche Innenrenovierung mit Schutz des Dachstuhls durchgeführt.

## Ausstattung
Am Hochaltar steht in der Mittelnische die spätgotisch anmutende, aus der zweiten Hälfte des 17. Jahrhunderts stammende, gefasste Holzfigur des Kirchenpatrons St. Blasius, dargestellt mit Bischofsmütze und Kerze. In den Seitennischen stehen die Figuren der hl. Elisabeth von Thüringen und des hl. Josef. Der linke Seitenaltar ist Maria geweiht, umgeben von Engeln, am rechten Altar wird der hl. Sebastian zwischen dem hl. Wendelin und hl. Leonhard dargestellt. Die Holzfiguren im Chor stammen aus dem 17. und 18. Jahrhundert und stellen die Heiligen Gregor, Hieronymus, Thomas und Jakobus dar.

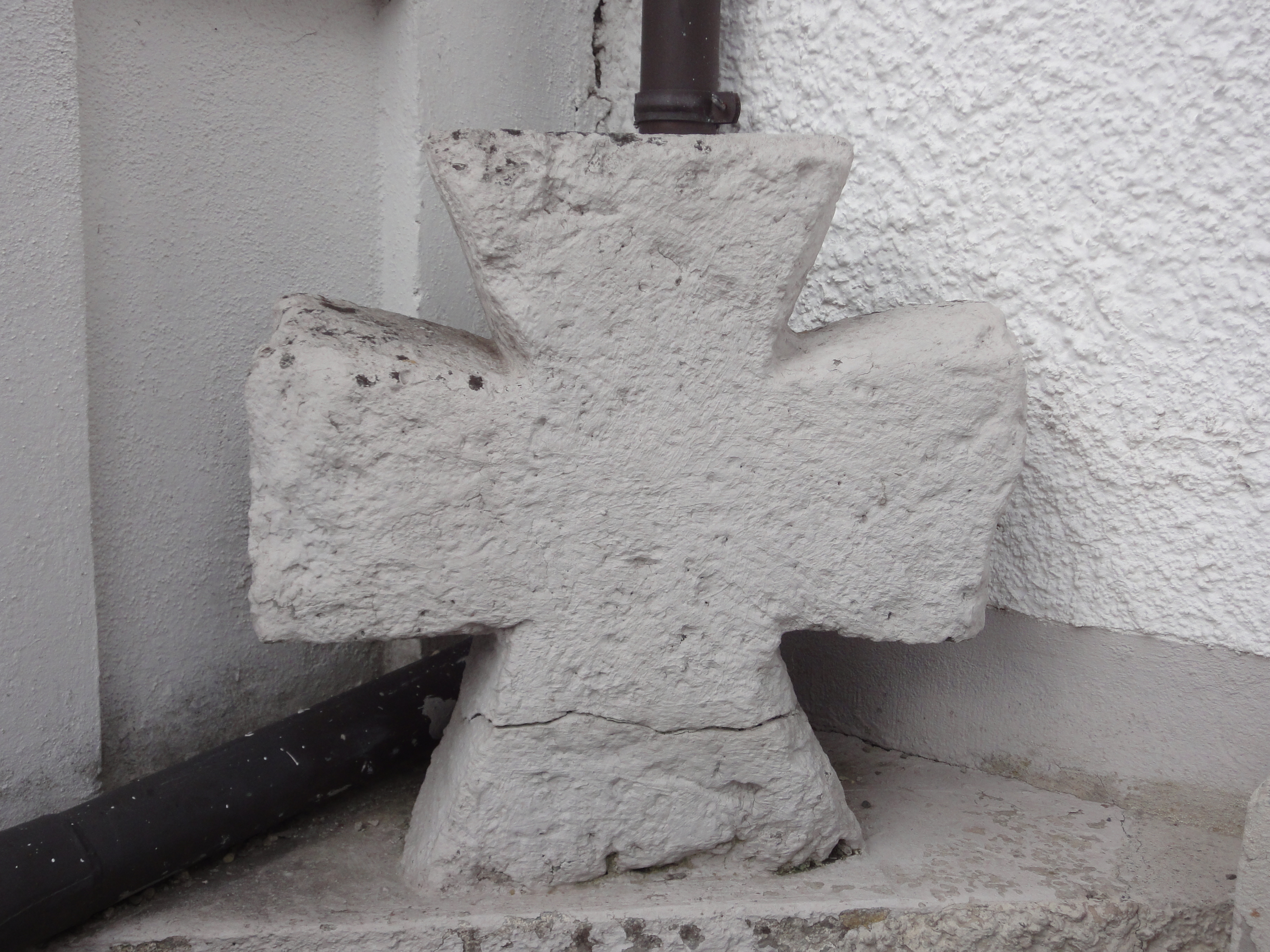
Steinkreuz vor dem Leichenhaus

## Umgebung
Die Kirche liegt leicht erhöht östlich der Schmutter oberhalb der Terrassenkante mitten in Hirblingen. An sie grenzt nach Süden seit 1952 der Hirblinger Friedhof, auf dem neben dem Leichenhaus ein spätmittelalterliches, denkmalgeschütztes Steinkreuz steht.